# LZH
Pour les articles homonymes, voir LZH (homonymie).
LZH est un format de fichier sous DOS généré par le logiciel de compression Lha.